# Autoflorecientes
Se llama autoflorecentes

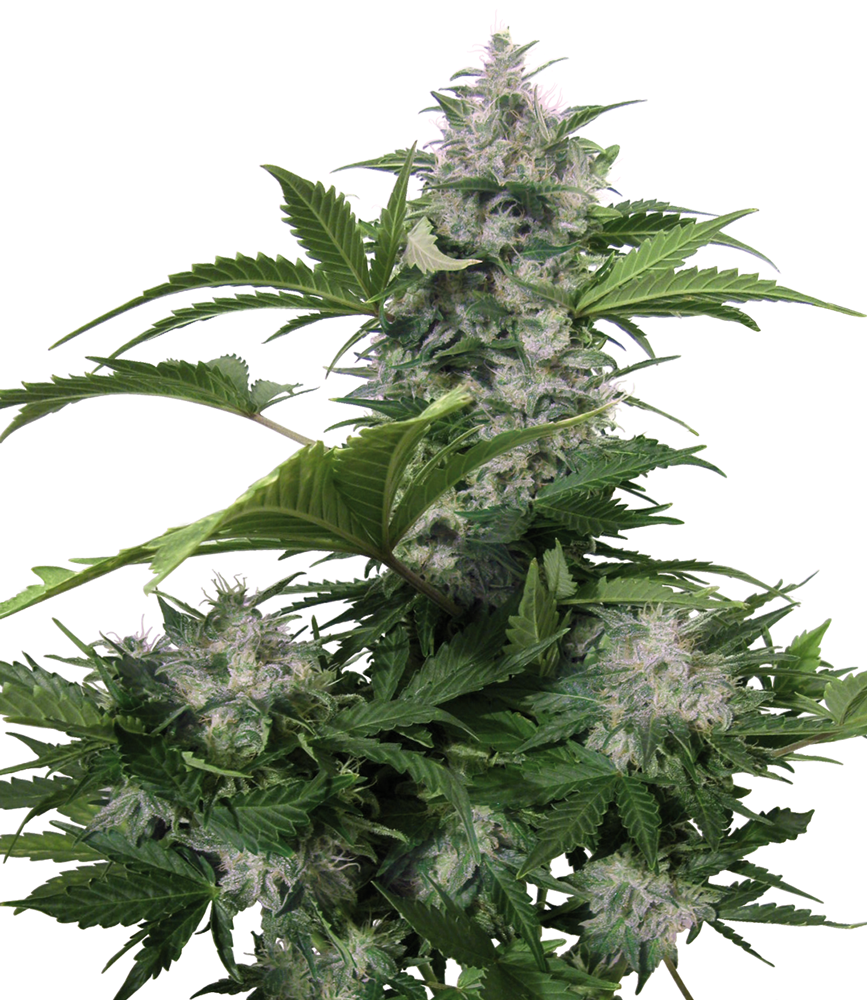
Planta de Cannabis White Dwarf Autofloreciente

a las variedades de cannabis que no dependen de la duración del fotoperíodo para cambiar de la etapa vegetativa a la reproductiva, sino que empiezan a florecer cuando completan un período fijo de vegetación, diferente según las variedades, que oscila entre 27 a 45 días. La duración de su floración puede variar entre los 30 a 45 días. 
Las variedades autoflorecientes suelen necesitar buena iluminación y pueden desarrollarse perfectamente con fotoperíodos de 18 horas de luz y 6 de oscuridad. Algunos suministradores de semillas aseguran que es posible cultivarlas e incluso aumentar su rendimiento con un fotoperíodo de 20/4.